# Jasione laevis
Jasione laevis, comúnmente llamado botón azul,  es una herbácea de la familia de las campanuláceas, originaria de Europa.

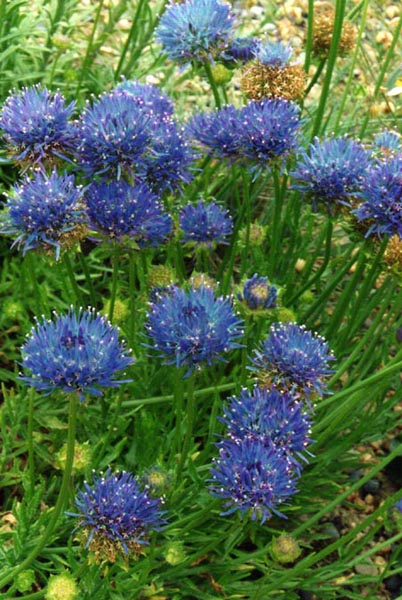
Flores

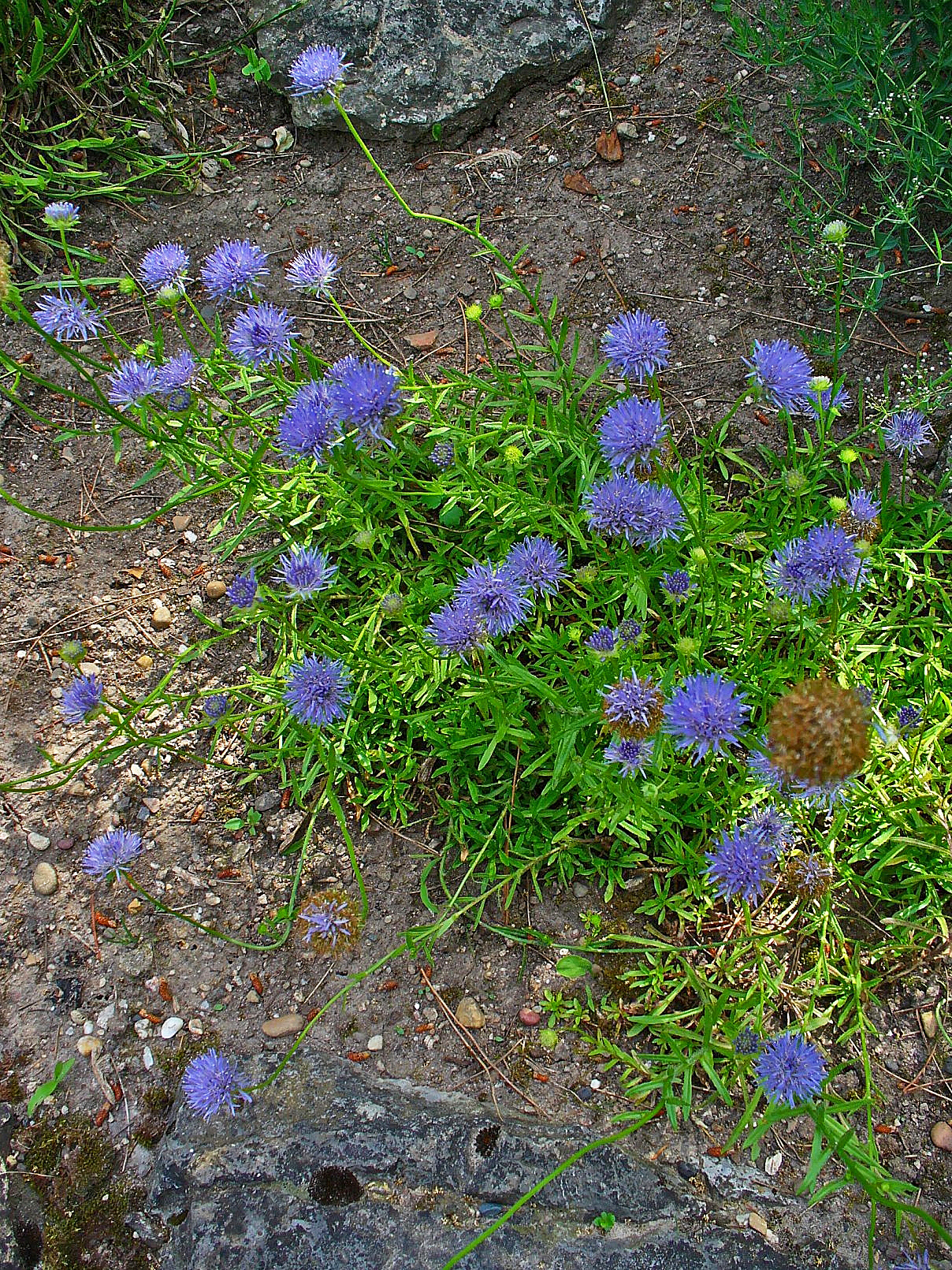
En su hábitat

## Descripción
Hierba perenne, densamente cespitosa, glabra o casi. Tallos erectos o ascendentes, simples, sin hojas en la parte superior, de hasta 20 cm de longitud. 
Hojas linear-oblongas u oblongo-lanceoladas, enteras o casi. 
Las flores se disponen en densas cabezuelas involucradas al final de los tallos; cáliz con 5 dientes subulados; glabros; corola con 5 lóbulos lineares soldados en la base de color azul; ovario situado por debajo del resto de las piezas florales.
 Fruto en cápsula que se abre en 2 cortas valvas apicales. Florece en primavera y verano.

## Distribución y hábitat
En Bélgica, Francia, Alemania, Albania, Bulgaria, Grecia, España, Italia, Rumanía y la antigua Yugoslavia. Introducida en Finlandia. Habita en prados, bosques abiertos, junto a caminos y entre rocas.

## Taxonomía
Jasione laevis fue descrita por  Jean-Baptiste Lamarck y publicado en Fl. Franç. (Lamarck) 2: 3. 1779
Sinonimia
Sinonimia de la subespecie: Jasione laevis subsp. carpetana (Boiss. & Reut.) Rivas Mart., Publ. Inst. Biol. Aplicada 42: 122 (1967).
- Jasione carpetana Boiss. & Reut. in P.E.Boissier, Voy. Bot. Espagne 2: 745 (1845).
- Jasione perennis var. carpetana (Boiss. & Reut.) Willk. in M.Willkomm & J.M.C.Lange, Prodr. Fl. Hispan. 2: 284 (1868).
- Jasione perennis subsp. carpetana (Boiss. & Reut.) Nyman, Consp. Fl. Eur.: 487 (1879).
- Jasione perennis f. carpetana Schmeja, Beih. Bot. Centralbl. 48(2): 26 (1931), nom. illeg.

Sinonimia de la subespecie: Jasione laevis subsp. laevis.
- Jasione montana var. perennis L.f., Suppl. Pl.: 392 (1782).
- Jasione perennis (L.f.) Lam., Encycl. 3: 216 (1789).
- Jasione perennis var. intermedia Coss., Notes Pl. Crit.: 121 (1851).
- Jasione perennis var. alpestris Willk., Flora 35: 198 (1852).
- Jasione perennis var. pygmaea Gren. & Godr., Fl. France 2: 399 (1853).
- Jasione pygmaea (Gren. & Godr.) Timb.-Lagr., Bull. Soc. Sci. Phys. Nat. Toulouse 6: 149 (1884).
- Ovilla perennis (L.f.) Bubani, Fl. Pyren. 2: 21 (1899).
- Jasione perennis f. megacarpaea Coustur. & Gand., Bull. Soc. Bot. France 60: 551 (1913).
- Jasione perennis proles pyrenaica Sennen, Bol. Soc. Aragonesa Ci. Nat. 15: 251 (1916).
- Jasione pyrenaica Sennen, Bol. Soc. Aragonesa Ci. Nat. 15: 251 (1916).
- Jasione perennis race pygmaea (Gren. & Godr.) Sennen, Bull. Soc. Bot. France 74: 387 (1927).
- Jasione perennis race pyrenaea Sennen, Bull. Soc. Bot. France 74: 387 (1927).
- Jasione tajae Sennen, Bol. Soc. Ibér. Ci. Nat. 28: 173 (1929 publ. 1930).
- Jasione perennis f. rosularis Schmeja, Beih. Bot. Centralbl. 48(2): 26 (1931).
- Jasione perennis var. gracilis Sennen, Butl. Inst. Catalana Hist. Nat. 32: 115 (1932).
- Jasione perennis susp. pyrenaea (Sennen) Sennen, Butl. Inst. Catalana Hist. Nat. 32: 115 (1932).[4]